# Ernest Laszlo
Ernest Laszlo (* 23. April 1898 in Budapest, Österreich-Ungarn; † 6. Januar 1984 in Woodland Hills, Los Angeles) war ein ungarisch-amerikanischer Kameramann.

## Leben
Ernest Laszlo emigrierte in den 1920er Jahren in die Vereinigten Staaten. Seine ersten Arbeiten als Kameramann legte er noch in der Stummfilmzeit vor. Er war einer der Kameraleute in Wings von William A. Wellman 1927 und in Hell’s Angels von Howard Hughes 1932. Seine wichtigsten Arbeiten als verantwortlicher Kameramann schuf er allerdings erst seit den 1950er Jahren mit Regisseuren wie Robert Aldrich und Stanley Kramer. Er war achtmal für den Oscar nominiert und gewann ihn für Das Narrenschiff von Stanley Kramer 1966. Von 1972 bis 1974 war er der Präsident der American Society of Cinematographers. Sein Sohn Andrew Laszlo war ebenfalls Kameramann.
Laszlo starb 1984 im Alter von 85 Jahren im Motion Picture & Television Country House and Hospital in Woodland Hills.

## Filmografie (Auswahl)
- 1944: The Hitler Gang
- 1946: In Ketten um Kap Horn (Two Years Before the Mast)
- 1947: Der Weg nach Rio (Road to Rio)
- 1947: Meine bessere Hälfte (Dear Ruth)
- 1948: Lulu Belle
- 1948: Geld oder Liebe (Let’s Live a Little)
- 1949: Impact
- 1949: The Lucky Stiff
- 1949: Vom FBI gejagt (Manhandled)
- 1949: Opfer der Unterwelt (D.O.A.)
- 1949: Die Todeskurve (The Big Wheel)
- 1950: Lach und wein mit mir (Riding High)
- 1951: M
- 1951: Stadt in Aufruhr (The Well)
- 1952: The Star
- 1952: Meuterei auf dem Piratenschiff (Mutiny)
- 1952: Ein Baby kommt selten allein (The First Time)
- 1952: Die Stahlfalle (The Steel Trap)
- 1952: Die Frau mit der eisernen Maske (Lady in the Iron Mask)
- 1953: Stalag 17
- 1953: Houdini, der König des Varieté (Houdini)
- 1953: Wolken sind überall (The Moon Is Blue)
- 1953: Starr vor Angst (Scared Stiff )
- 1953: Die Jungfrau auf dem Dach
- 1954: Massai (Apache)
- 1954: Vera Cruz
- 1954: Wenn die Marabunta droht (The Naked Jungle)
- 1955: Der Mann aus Kentucky (The Kentuckian)
- 1955: Rattennest (Kiss Me Deadly)
- 1955: Hollywood-Story (The Big Knife)
- 1956: Bandido
- 1956: Sturm über Persien (Omar Khayyam)
- 1956: Die Bestie (While the City Sleeps)
- 1958: Vor uns die Hölle (Ten Seconds to Hell)
- 1960: Wer den Wind sät (Inherit the Wind)
- 1961: El Perdido (The Last Sunset)
- 1961: Urteil von Nürnberg (Judgment at Nuremberg)
- 1963: Vier für Texas (4 for Texas)
- 1963: Eine total, total verrückte Welt (It’s a Mad, Mad, Mad, Mad World)
- 1965: Das Narrenschiff (Ship of Fools)
- 1966: Die phantastische Reise (Fantastic Voyage)
- 1967: Ein Froschmann an der Angel (The Big Mouth)
- 1968: Star!
- 1970: Airport
- 1976: Flucht ins 23. Jahrhundert (Logan’s Run)
- 1977: Das Domino Komplott (The Domino Principle)